# قصیده گاو سفید
قصیدهٔ گاو سفید فیلمی ایرانی در سبک درام به کارگردانی بهتاش صناعی‌ها، نویسندگی بهتاش صناعی‌ها، مریم مقدم و مهرداد کوروش‌نیا و تهیه‌کنندگی غلامرضا موسوی و با بازی مریم مقدم و علیرضا ثانی‌فر محصول سال ۱۳۹۸ است.
این فیلم اولین نمایش خود را در سی و هشتمین جشنواره فیلم فجر داشت. همچنین در هفتاد و یکمین جشنواره بین‌المللی فیلم برلین در مارس ۲۰۲۱ به نمایش درآمد. این فیلم همچنین نامزد دریافت جایزه استعدادهای جدید در جشنواره فیلم آسیایی هنگ‌کنگ ۲۰۲۱ شد.

## خلاصهٔ داستان
مینا زنی سی‌وپنج ساله که شوهرش به علت قتل عمد قصاص شده، اکنون زندگی سخت و بی‌رمقی را می‌گذراند. این شرایط زمانی پیچیده‌تر می‌شود که مردی نزد پلیس آمده با ارائهٔ شواهد، اعترافاتی می‌کند که زندگی مینا را در مسیری جدید قرار می‌دهد.

## بازیگران
- مریم مقدم در نقش مینا
- علیرضا ثانی‌فر در نقش رضا
- پوریا رحیمی‌سام در نقش برادر بابک
- آوین پوررئوفی در نقش بیتا
- لیلی فرهادپور در نقش همسایه مینا

## جوایز و نامزدی‌ها
| سال  | جایزه                        | بخش                         | نامزد                                      | نتیجه    |
| ---- | ---------------------------- | --------------------------- | ------------------------------------------ | -------- |
| ۲۰۲۰ | جشنواره فیلم فجر             | بهترین فیلم‌نامه             | بهتاش صناعی‌ها، مریم مقدم و مهرداد کوروش‌نیا | نامزدشده |
| ۲۰۲۰ | جشنواره فیلم فجر             | بهترین بازیگر نقش اول زن    | مریم مقدم                                  | نامزدشده |
| ۲۰۲۱ | جشنواره بین‌المللی فیلم برلین | Competition Audience Award  | مریم مقدم و بهتاش صناعی‌ها                  | نامزدشده |
| ۲۰۲۱ | جشنواره بین‌المللی فیلم برلین | خرس طلایی برلین             | مریم مقدم و بهتاش صناعی‌ها                  | نامزدشده |
| ۲۰۲۱ | جشنواره فیلم فونف سین        | جایزه مخاطب                 | مریم مقدم و بهتاش صناعی‌ها                  | نامزدشده |
| ۲۰۲۱ | جشنواره فیلم اورشلیم         | جایزه برای سینمای بین‌المللی | مریم مقدم و بهتاش صناعی‌ها                  | نامزدشده |
| ۲۰۲۱ | Der Neue Heimatfilm          | بهترین فیلم                 | مریم مقدم و بهتاش صناعی‌ها                  | برنده    |
| ۲۰۲۱ | جشنواره فیلم زوریخ           | چشم طلا                     | مریم مقدم و بهتاش صناعی‌ها                  | نامزدشده |
| ۲۰۲۱ | جشنواره فیلم زوریخ           | Special Mention             | مریم مقدم و بهتاش صناعی‌ها                  | برنده    |
| ۲۰۲۱ | جشنواره آسیایی هنگ کنگ       | جایزه استعداد جدید          |                                            | نامزدشده |

## توقیف و قاچاق
درحالی که فیلم در ایران توقیف و درحال اکران در سینماهای خارج از ایران بود، این فیلم در ایران قاچاق شد. در پی قاچاق فیلم مریم مقدم و بهتاش صناعی‌ها این متن را منتشر کردند:
سلام
نوشتن از جفایی که بر فیلم قصیده گاو سفید روا شد کار ساده‌ای نیست. نوشتن از بغضی فروخورده که دو سال است گلویمان را می‌فشارد. از بایکوت و توقیف فیلم و ندادن پروانه نمایش برای خروج برنامه‌ریزی شده‌اش از رقابت اسکار تا قاچاق که تیر خلاصی است بر پیکر بی‌جان فیلمی که نه سال عمرمان را صرفش کردیم.
آری قصیده گاو سفید قاچاق شد! خبری تلخ برای فیلمی که در عرصه بین‌المللی افتخار آفرید ولی در خانه خودش سر بریده شد. در کنار آن دو سال توقیفی که هر روزش با بیم و امید گذشت، در طول یک هفتهٔ جهنمی اخیر هم تمام تلاشمان را کردیم که برای فیلم مجوز بگیریم و اکرانش کنیم ولی نشد؛ یعنی ندادند. ترجیحشان این بود که ما را به تماشای جان دادن این فرزند نه ساله بنشانند. جماعتی بی‌هنر را چه به عاطفه!
ممنونیم از همه شما که در طول این یک هفته با ما همدردی کردید و برای تماشای فیلم از ما اجازه گرفتید یا حتی درخواست شماره حساب کردید که به ما هزینه بپردازید.
عزیزانِ جان
حضور ما در سینما نه برای کاسبی و انباشت سرمایه که برای یک عشق و شاید چند کلمه حرف حساب است. ما سالهاست که بی‌پشتوانه و بی‌سرمایه و با خون دل فیلم می‌سازیم. ما چون جماعتی ریاکار با پول‌های دولتی ادای مستقل بودن درنمی‌آوریم. ما بواقع بی‌پشتوانه‌ایم و این از آثارمان هویدا است. سرمایه ما شمایید و چه سرمایه‌ای بالاتر از این.
باری، زین پس تماشای فیلم قصیده گاو سفید در ایران و به هر طریق ممکن برای همه بلامانع است. ببینید و اگر پسندیدید تماشایش را به دیگران توصیه کنید. بیایید با کمک هم نگذاریم سیاهی سانسور بر سپیدی روحمان سایه افکند.
بگذارید روسیاهی‌اش برای بی‌مایگانی بماند که فکر هر روزه‌شان تدارک ساخت قفسی جدید است برای هنرمندان نجیب این مملکت.
بدرود.
مریم مقدم و بهتاش صناعی‌ها
۲۹ بهمن سال ۱۴۰۰"